# Ekologiskt kött
Ekologiskt kött är köttprodukter producerade enligt vissa regler, där djuren bland annat är uppfödda på ekologiskt odlat foder. Produktionskedjan måste vara godkänd för att man ska få kalla köttet för ekologiskt. Detta innebär att bland annat uppfödning, djurhållning, läkemedelsbehandling och slakt uppfyller kraven.